# MercurySteam
MercurySteam Entertainment — испанская компания, разработчик компьютерных игр. Находится в муниципалитете Сан-Себастиан-де-лос-Рейес, Мадрид, Испания. Компания специализируется в области игр для платформ PC, Xbox 360, PlayStation 3, Nintendo 3DS и Switch. Компания была основана бывшими членами студии Rebel Act, которые ранее разработали Severance: Blade of Darkness в 2001 году.

## Список игр

### как Rebel Act Studios
- 2001 — Severance: Blade of Darkness (Windows)
- Отменена — Ultimate Blade of Darkness (Xbox)

### как MercurySteam Entertainment
- 2004 — Scrapland (Windows, Xbox)
- 2006 — Zombies (Nokia 6680, Nokia N70)
- 2007 — Clive Barker’s Jericho (PlayStation 3, Xbox 360, Windows)
- 2010 — Castlevania: Lords of Shadow (PlayStation 3, Xbox 360, Windows) в сотрудничестве с Kojima Productions
- 2013 — Castlevania: Lords of Shadow - Mirror of Fate (Nintendo 3DS, PlayStation 3, Xbox 360, Windows)
- 2014 — Castlevania: Lords of Shadow 2 (PlayStation 3, Xbox 360, Windows)
- 2017 — Metroid: Samus Returns (Nintendo 3DS)
- 2017 — Spacelords (PlayStation 4, Xbox One, Windows)
- 2021 — Metroid Dread (Nintendo Switch)
- 2025 — Blades of Fire (PlayStation 5, Xbox Series X/S, Windows)